# Nele Ocik
Nele Ocik ([ˈneːlə ˈoːt͡sɪk]; * 5. März 1990 in Cottbus als Nele Schenker) ist eine deutsche Moderatorin und Reporterin.

## Karriere
Ocik besuchte bis 2009 die Eliteschulen des Sports in Cottbus und Potsdam am Olympiastützpunkt Brandenburg. Anschließend studierte sie in Berlin angewandte Medienwissenschaft mit dem Schwerpunkt Sportjournalismus und Sportmanagement. Während des Studiums arbeitete sie als Praktikantin unter anderem für Sport1, BFV.TV, Bild.de und DFB-TV.
Als Leistungssportlerin in der Leichtathletik, Mehrkampf und Hürdensprint wurde sie vielfache Landesmeisterin Brandenburgs. Aufgrund von andauernden Rückenproblemen beendete sie jedoch 2009 ihre Sportkarriere.
Ab 2015 arbeitete Ocik als Moderatorin für Sport1. Dort moderierte sie unter anderem die Fußball-Regionalliga, Bundesliga aktuell, die Frauen-Bundesliga, die UEFA Women’s Champions League, das Fußballmagazin Scooore!, und die Premier League. Ab Oktober 2017 gehörte Schenker zu den Field-Reportern von Telekom Sport. Daneben schrieb sie seit Juli 2018 einmal im Monat eine Kolumne unter dem Titel Schenkers Steilvorlage für die Sport-Nachrichtenplattform liga3-online.de. Von Juli 2019 bis Juli 2021 war Ocik als Moderatorin bei Sky Sport News HD tätig, wo sie während der COVID-19-Pandemie ihr eigenes Fitness-Format SkyGym erhielt. Seit der Saison 2021/22 moderiert sie bei Sky Sport diverse Bundesliga-Formate, die 2. Bundesliga, den DFB-Pokal der Männer und den DFB-Pokal der Frauen. Zudem ist sie als Field-Reporterin in der Bundesliga und 2. Bundesliga für den Sender tätig.

## Soziales Engagement
- Seit 2017 unterstützt Ocik als Schirmherrin sportliche Aktivitäten der Stiftung McDonald’s Kinderhilfe Deutschland[7] und ist Schirmherrin des Hauses in ihrer Heimatstadt Cottbus, dem Elternhaus der Lausitz.
- Sie ist Botschafterin der Bananenflankenliga e. V.,[8] einem Fußballprojekt speziell für Kinder mit geistiger Beeinträchtigung.

## Privatleben
Seit August 2024 ist sie mit dem Ruderer Hannes Ocik verheiratet.

## Auszeichnungen
- Deutscher Sportjournalistenpreis 2015: Beste(r) Newcomer(in) 2. Platz